# 中条きよし
中条 きよし（なかじょう きよし、本名：下村 清〈しもむら きよし〉、1946年〈昭和21年〉3月4日 - ）は、日本の歌手、俳優、政治家。日本維新の会所属の参議院議員（1期）。岐阜県岐阜市出身。現在は静岡県熱海市在住。

## 来歴
岐阜県岐阜市生まれ。岐阜市立伊奈波中学校卒業、岐阜東（1年次は岐東）高等学校商業科中退。
大阪の劇団に所属し、役者を目指す。歌手の前座のピンチヒッターとして歌いレコード会社関係者の目に止まる。
1968年、高波 晃（たかなみ あきら）の芸名で「帰って来た波止場」で歌手デビュー。
1971年、今度は渥美 健（あつみ けん）に芸名を改め、「心の古傷」で再デビューした。
20代半ばで東京・赤坂にスナックを出店した。常連客にテレビやマスコミの業界関係者が多かったことから歌の上手さを認められ、1973年、オーディション番組『全日本歌謡選手権』に出場。10週勝ち抜きのグランドチャンピオンとなった。審査員で作詞家・小説家の山口洋子の後押しで、同じく審査員であった作曲家・平尾昌晃らの命名により芸名を中条きよしに改名。山口が作詞し平尾が作曲した演歌「うそ」で1974年1月、キャニオン・レコードから3度目のデビュー。当時のキャッチフレーズは「恋の魔術師」であった。150万枚を超えるヒットを記録し、同年の第16回日本レコード大賞の大衆賞などの音楽賞を受賞。その後も「うすなさけ」「理由（わけ）」などをヒットさせた。
もともと中条は役者志望で、1981年に時代劇必殺シリーズ『新・必殺仕事人』に、闇の殺し屋集団「仕事人」チームの一人、三味線屋の勇次役でレギュラー出演した。黄色い三味線の糸を巧みに扱い、悪人の首を締める殺し技と、ほとんど笑顔を見せないクールな風貌。母親役であるおりく（山田五十鈴）を慕い、主役である中村主水（藤田まこと）とは正反対に、家庭を持たず普段は三味線屋・そして三味線および端唄などの俗曲の師匠を兼業しながら、夜は女遊びを日課にしているという粋な仕事人の姿で、女性ファンの人気を獲得した。三田村邦彦によると、『仕事人』シリーズのロケを視聴者が見学に来ていた際、三味線の糸を投げた後は特撮が用いられるため、糸が垂れ下がり見学視聴者に失笑されるという事態が発生し、中条は「俺のイメージが崩れるから、俺の（殺しの）シーンの見学は止めにしてくれ」とスタッフに注文をつけたとのこと 。『必殺仕事人』シリーズのヒットを足がかりに俳優として名を上げ、ヤクザ映画に出演したりや総理大臣役を演じたりしている。
2022年4月28日、同年7月に執行予定の第26回参議院議員通常選挙に、日本維新の会公認で比例区から立候補することを表明した。同年7月10日投開票。日本維新の会は比例代表で8議席を獲得。中条は党比例候補者26人中4位の得票数により、初当選を果たした。
当選後の9月7日にシングル「カサブランカ浪漫」を発表するなど芸能活動を継続していたが、11月15日に国会内で述べた発言が騒動となり（後述）、翌16日、年末に開催されるディナーショーをもって芸能活動を引退すると発表した。前述の通り、同年末の12月28日に横浜市内のホテルでラストディナーショーを開催し、芸能活動を終了した。

## 人物
- 既婚、1男あり。血液型はB型。
- 中日ドラゴンズのファンで、得意なスポーツはゴルフ。
- 吉本興業所属のお笑いトリオ、にのうらごのメンバーの荒牧周平の母と付き合っていた。前妻にいびきをテープに録音されてこれを離婚の理由とされ、本人は「いびき離婚」と言っている。
- 酒を嗜むが、決して酒豪ではなく適量しか飲まない。本人いわく「ほろ酔いで楽しい時間を過ごす」ことが基本である。
- かつては1日に60本のたばこを吸うヘビースモーカーであったが、2009年から禁煙している。自身の楽曲「うそ」については「たばこを吸っている人の応援歌として歌っていきたい」と語っている[15]。
- 1974年7月15日、「うそ」の大ヒットで多忙になり、大阪での仕事を終えて大阪国際空港から日本航空の最終便に搭乗して羽田空港へ向かっていたところ、日本航空124便ハイジャック事件に遭遇する。犯人は投降するが、中条とマネージャーは最前列に座っていたため、機内最前方でコクピットと客室を行き来する犯人の威嚇で恐怖におびえたという。

## 不祥事・批判を招いた言動

### 国会で芸能界最後のディナーショーを告知
- 2022年11月15日、参議院文教科学委員会で質疑に立った中条は、困窮する俳優らへの国の支援に関して質問した後、「もう時間だということなので」と前置きし、次のように発言した[16]。

この発言ののち、同じ日本維新の会の松沢成文ら一部の委員から「商業的な内容で不適切」との指摘を受け、中条の所属する日本維新の会が高橋克法委員長に議事録からの発言削除を申し入れる事態となった。中条は「宣伝のつもりはなかったが、議事録の発言部分を修正したい」と釈明した。16日、日本維新の会は中条を厳重注意処分とした。同日、中条本人が陳謝し、12月のラストディナーショーを最後に芸能活動を引退する意向も表明した。同年末の12月28日に横浜市内のホテルでラストディナーショーを開催し、芸能活動を終了した。

### 年金未納
2023年1月18日、週刊文春によって、十数年分におよぶ計約750万円の年金保険料の未納があると報じられた。23日に中条は未納期間があることを認めたうえで、事実関係を確認する意向を示した。3月10日、日本維新の会は中条の年金未納問題の調査結果を公表。確認できた年金の納付期間は54ヶ月分で、それ以外の期間は未納であり、313万円相当の年金未納があると発表した。同党の藤田文武幹事長は未納分について、制度上さかのぼって納付することはできないため、党を通じて被災地などに一定額を寄付する方針とし、この件について中条の処分はしないと表明。中条は「議員になる前のことだが、納付していなかったことは不徳の致すところで深く反省している」とコメントした。

### 芸能活動引退後にカラオケ大会でおひねり要求
2024年4月7日、東京・青山の結婚式場でカラオケ大会を開催し、マイクを渡され歌を求められると「歌う時は一応、タダでというわけにはいかない」「やっぱ茶で、3枚以上から5枚を皆さんにしていただかないと」発言した。

### 高利貸し疑惑報道
2024年5月1日、2023年公開の資産報告書の訂正を参院事務局に届け、貸付金を「なし」から「1千万円」に改めた。中条から1000万円を借りている人物はNEWSポストセブンの取材に対し、「中条さんにお金を借りたのは事実です。利息が高く、返済できていない」と証言。関係者からNEWSポストセブンの取材班が確認した「金銭消費賃借契約書」には、貸主として中条議員の本名で署名・捺印がされたうえで〈利息配当は年60％とする〉と記されていた。
しかし同年5月8日、中条は疑惑を否定した。また、貸金業にあたる行為はしていないという認識を示した上で「貸したお金は1円も戻ってきていない。自分は昭和の人間ですぐに人を信用するが、これから先は二度とお金を貸さない」と述べた。

### その他
- 2008年9月中旬に中条や細川たかしら5人の歌手が指定暴力団・山口組系後藤組組長とのゴルフコンペに参加したと週刊紙が報じ、10月にはNHKが細川らの紅白歌合戦への出演を見合わせる意向を示した[27]。以後約1年間はNHK番組への出演が見送られ、『日めくりタイムトラベル・昭和49年』の中で「うそ」は歌手名を伏せてカラオケで流された。その後、2009年12月8日の『NHK歌謡コンサート』をもってNHKへの出演を再開した。

- 2018年4月、情報番組において、タレントの山口達也が自宅で未成年にキスを迫る行為をし書類送検された問題について「当然、加害者が悪いが、被害者となった未成年にも非がある」という主旨の発言をし、Twitter上では批判の声とともに発言への理解を示すツイートもあがるなどの反響があった[28][29]。

## ディスコグラフィ

### シングル
- 高波晃名義（クラウン）。

| # | 発売日      | A/B面 | タイトル         | 作詞       | 作曲       | 編曲     | 規格品番 |
| - | ----------- | ----- | ---------------- | ---------- | ---------- | -------- | -------- |
| 1 | 1968年 11月 | A面   | 帰ってきた波止場 | 八反ふじを | 島津伸男   | 島津伸男 | CW-876   |
| 1 | 1968年 11月 | B面   | お前は誰だ       | 八反ふじを | サトウ進一 | 福田正   | CW-876   |
| 2 | 1969年 10月 | A面   | 海猫のいる町     | 能勢英男   | 米山正夫   | 小杉仁三 | CW-983   |
| 2 | 1969年 10月 | B面   | 銀の十字架       | 能勢英男   | 米山正夫   | 小杉仁三 | CW-983   |

- 渥美健名義（キャニオン）。

| # | 発売日     | A/B面 | タイトル       | 作詞     | 作曲     | 編曲     | 規格品番 |
| - | ---------- | ----- | -------------- | -------- | -------- | -------- | -------- |
| 1 | 1972年 5月 | A面   | 心の古傷       | 小島貞二 | 山路進一 | 山路進一 | A-106    |
| 1 | 1972年 5月 | B面   | 女のふきだまり | 高橋麻耶 | 山路進一 | 山路進一 | A-106    |

- 中条きよし名義。
  - 1 - 13：キャニオン、14：ワーナー、15・25：キングレコード、16 - 18：テイチク、19 - 24：RCA、26・27：ポリドール、28 - 30：バンダイ、31 - 34：ガウス、35 - 38・44 - ：徳間ジャパン、39 - 43：ホリデージャパン。

| #  | 発売日          | A/B面 | タイトル                     | 作詞         | 作曲         | 編曲           | 規格品番   |
| -- | --------------- | ----- | ---------------------------- | ------------ | ------------ | -------------- | ---------- |
| 1  | 1974年 1月25日  | A面   | うそ                         | 山口洋子     | 平尾昌晃     | 竜崎孝路       | A-201      |
| 1  | 1974年 1月25日  | B面   | 指輪をはずして               | 山口洋子     | 平尾昌晃     | 竜崎孝路       | A-201      |
| 2  | 1974年 7月10日  | A面   | うすなさけ                   | なかにし礼   | 平尾昌晃     | 竜崎孝路       | A-219      |
| 2  | 1974年 7月10日  | B面   | うらぎり                     | なかにし礼   | 平尾昌晃     | 竜崎孝路       | A-219      |
| 3  | 1974年 10月1日  | A面   | 理由                         | 山口洋子     | 平尾昌晃     | 竜崎孝路       | A-235      |
| 3  | 1974年 10月1日  | B面   | ゆめ                         | 山口洋子     | 平尾昌晃     | 竜崎孝路       | A-235      |
| 4  | 1975年 1月25日  | A面   | 火遊び                       | 山口洋子     | 平尾昌晃     | 竜崎孝路       | A-243      |
| 4  | 1975年 1月25日  | B面   | あの彼                       | 山口洋子     | 平尾昌晃     | 竜崎孝路       | A-243      |
| 5  | 1975年 5月25日  | A面   | よる                         | 山口洋子     | 平尾昌晃     | 馬飼野俊一     | A-262      |
| 5  | 1975年 5月25日  | B面   | 愛                           | 山口洋子     | 平尾昌晃     | 馬飼野俊一     | A-262      |
| 6  | 1975年 7月10日  | A面   | ラスト・デート               | 山口洋子     | 平尾昌晃     | 小谷充         | A-272      |
| 6  | 1975年 7月10日  | B面   | 恋のガーデンロード           | 山口洋子     | 平尾昌晃     | 小谷充         | A-272      |
| 7  | 1975年 8月25日  | A面   | 深夜劇場                     | 吉田旺       | 浜圭介       | 馬飼野俊一     | A-278      |
| 7  | 1975年 8月25日  | B面   | その名はしのぶ               | 吉田旺       | 浜圭介       | 馬飼野俊一     | A-278      |
| 8  | 1975年 12月10日 | A面   | ちょっとさよなら             | 吉田旺       | 浜圭介       | 馬飼野俊一     | A-289      |
| 8  | 1975年 12月10日 | B面   | 愛人関係                     | 吉田旺       | 浜圭介       | 馬飼野俊一     | A-289      |
| 9  | 1976年 3月25日  | A面   | 弾きがたり                   | 片桐和子     | 平尾昌晃     | 竜崎孝路       | A-299      |
| 9  | 1976年 3月25日  | B面   | 徹夜                         | 片桐和子     | 平尾昌晃     | 竜崎孝路       | A-299      |
| 10 | 1976年 8月25日  | A面   | 男なら                       | 阿久悠       | 小林亜星     | 京建輔         | C-16       |
| 10 | 1976年 8月25日  | B面   | さらば夏の女よ               | 阿久悠       | 小林亜星     | 京建輔         | C-16       |
| 11 | 1977年 1月25日  | A面   | なにもかもなにもかも若かった | 阿久悠       | 小林亜星     | 竜崎孝路       | C-36       |
| 11 | 1977年 1月25日  | B面   | 夢のかけら                   | 阿久悠       | 小林亜星     | 竜崎孝路       | C-36       |
| 12 | 1977年 6月25日  | A面   | よこはま25時                 | 山口あかり   | 徳久広司     | 竜崎孝路       | C-56       |
| 12 | 1977年 6月25日  | B面   | わかるはずないわ             | 山口あかり   | 徳久広司     | 竜崎孝路       | C-56       |
| 13 | 1977年 11月25日 | A面   | 酒ごころ                     | 杉紀彦       | 曽根幸明     | 竹村次郎       | C-78       |
| 13 | 1977年 11月25日 | B面   | 港神戸のパブ・ナイト         | 山口あかり   | 徳久広司     | 土持城夫       | C-78       |
| 14 | 1979年 7月25日  | A面   | ブラックジャック             | 葛原直樹     | 小田啓義     | 若草恵         | L-292R     |
| 14 | 1979年 7月25日  | B面   | 時が翔ぶ                     | 松田侑利子   | 佐瀬寿一     | 若草恵         | L-292R     |
| 15 | 1981年 5月25日  | A面   | わたし貴方のなんですか       | 里村龍一     | 藤本卓也     | 小谷充         | K07S-182   |
| 15 | 1981年 5月25日  | B面   | 夜は恋人                     | 山北由希夫   | 藤本卓也     | 小谷充         | K07S-182   |
| 16 | 1982年 12月     | A面   | 忘れ草                       | 杉紀彦       | 三木たかし   | 三木たかし     | RE-575     |
| 16 | 1982年 12月     | B面   | おんなは灯り                 | 杉紀彦       | 三木たかし   | 三木たかし     | RE-575     |
| 17 | 1983年 7月      | A面   | 矢切の渡し                   | 石本美由起   | 船村徹       | 池多孝春       | RE-601     |
| 17 | 1983年 7月      | B面   | 氷雨                         | とまりれん   | とまりれん   | 高見弘         | RE-601     |
| 18 | 1984年 2月      | A面   | 風が泣くとき                 | 山口洋子     | 北林研一     | 小杉仁三       | RE-624     |
| 18 | 1984年 2月      | B面   | 夢を求めて                   | 中西冬樹     | 伊豆康臣     | 小杉仁三       | RE-624     |
| 19 | 1984年 8月      | A面   | 櫻の花のように               | 荒木とよひさ | 三木たかし   | 竜崎孝路       | RHS-165    |
| 19 | 1984年 8月      | B面   | 大阪おんな                   | 中西冬樹     | 伊豆康臣     | 竜崎孝路       | RHS-165    |
| 20 | 1985年 5月21日  | A面   | オロロン酒場                 | 水木かおる   | 三木たかし   | 竜崎孝路       | RHS-200    |
| 20 | 1985年 5月21日  | B面   | 行きずり                     | 荒木とよひさ | 三木たかし   | 竜崎孝路       | RHS-200    |
| 21 | 1986年 5月21日  | A面   | 冬の蟬                       | 久仁京介     | 結城丈       | 桜庭伸幸       | RHS-245    |
| 21 | 1986年 5月21日  | B面   | 男ごころ・女ごころ           | 水木かおる   | 三木たかし   | 竜崎孝路       | RHS-245    |
| 22 | 1986年 12月16日 | A面   | 朝のくちべに                 | なかにし礼   | 宇崎竜童     | 竜崎孝路       | RHS-267    |
| 22 | 1986年 12月16日 | B面   | ウィスキー                   | 高田ひろお   | 岡千秋       | 京建輔         | RHS-267    |
| 23 | 1987年 5月21日  | A面   | うしろ影                     | 荒木とよひさ | 杉本真人     | 馬飼野俊一     | RHS-286    |
| 23 | 1987年 5月21日  | B面   | 恋ゆずり                     | 荒木とよひさ | 杉本真人     | 馬飼野俊一     | RHS-286    |
| 24 | 1989年 11月21日 | 01    | 花もよう                     | 荒木とよひさ | 幸耕平       | 丸山雅仁       | B10D-138   |
| 24 | 1989年 11月21日 | 02    | 遠い他人                     | 荒木とよひさ | 幸耕平       | 丸山雅仁       | B10D-138   |
| 25 | 1992年 6月24日  | 01    | 夢さぐり愛さぐり             | 斉藤夕紀     | 幸耕平       | 丸山雅仁       | KIDX-71    |
| 25 | 1992年 6月24日  | 02    | 限りある愛に…                | きさらぎ圭介 | 幸耕平       | 丸山雅仁       | KIDX-71    |
| 26 | 1994年 1月26日  | 01    | 泣かないよ                   | 美樹克彦     | 杉本真人     | 宮崎慎二       | PODH-1182  |
| 26 | 1994年 1月26日  | 02    | その時はひとり               | 新田幸矢     | 新田幸矢     | 宮崎慎二       | PODH-1182  |
| 27 | 1995年 10月1日  | 01    | 神戸・横浜                   | 星川裕二     | 杉本真人     | 宮崎慎二       | PODH-1276  |
| 27 | 1995年 10月1日  | 02    | 氷のパズル                   | 朝比奈京子   | 杉本真人     | 矢野立美       | PODH-1276  |
| 28 | 1997年 4月21日  | 01    | …涙                          | 松井五郎     | 玉置浩二     | 藤野浩一       | APDA-221   |
| 28 | 1997年 4月21日  | 02    | 日曜の朝に                   | 蘭かおる     | 杉本真人     | 藤野浩一       | APDA-221   |
| 29 | 1998年 4月21日  | 01    | あの日の嘘のつぐないに       | 水木れいじ   | 岡千秋       | 若草恵         | APDA-249   |
| 29 | 1998年 4月21日  | 02    | 夢ホテル703                  | 水木れいじ   | 岡千秋       | 若草恵         | APDA-249   |
| 30 | 1999年 1月21日  | 01    | 宿                           | 吉幾三       | 吉幾三       | 池多孝春       | APDA-278   |
| 30 | 1999年 1月21日  | 02    | 酔歌                         | 中村泰士     | 中村泰士     | かせだあきひろ | APDA-278   |
| 31 | 2000年 6月21日  | 01    | 抱擁の切れ間                 | 荒木とよひさ | 岡千秋       | 川村栄二       | GRCE-1     |
| 31 | 2000年 6月21日  | 02    | さむらい                     | たきのえいじ | 岡千秋       | 川村栄二       | GRCE-1     |
| 32 | 2002年 4月24日  | 01    | 夢少年                       | 内館牧子     | 鈴木淳       | 萩田光雄       | GRDE-102   |
| 32 | 2002年 4月24日  | 02    | どうぞ不幸に                 | 内館牧子     | 鈴木淳       | 萩田光雄       | GRDE-102   |
| 33 | 2004年 1月21日  | 01    | 迷子の男たち                 | 秋浩二       | 秋浩二       | 桜庭伸幸       | GRCA-1     |
| 33 | 2004年 1月21日  | 02    | この曲が終るまで             | 原田ヒロシ   | 原田ヒロシ   | 桜庭伸幸       | GRCA-1     |
| 34 | 2005年 8月31日  | 01    | 夢見る夢子                   | 荒木とよひさ | キダ・タロー | 竹内弘一       | GRCA-80    |
| 34 | 2005年 8月31日  | 02    | ふたつの横顔                 | 荒木とよひさ | 藤竜之介     | 竹内弘一       | GRCA-80    |
| 35 | 2007年 2月7日   | 01    | ダンチョネ子守唄             | 水木れいじ   | 徳久広司     | 伊戸のりお     | TKCA-90180 |
| 35 | 2007年 2月7日   | 02    | 夕燕                         | 水木れいじ   | 徳久広司     | 伊戸のりお     | TKCA-90180 |
| 36 | 2007年 12月5日  | 01    | いろいろごめん               | 麻こよみ     | 杉本眞人     | 南郷達也       | TKCA-90245 |
| 36 | 2007年 12月5日  | 02    | 銀のピアス                   | 麻こよみ     | 杉本眞人     | 南郷達也       | TKCA-90245 |
| 37 | 2009年 12月2日  | 01    | 冬萌え                       | 立花美雪     | 杉本眞人     | 川村栄二       | TKCA-90359 |
| 37 | 2009年 12月2日  | 02    | おまえの夢                   | 杉紀彦       | 三木たかし   | 川村栄二       | TKCA-90359 |
| 38 | 2011年 5月11日  | 01    | やっと逢えたね               | 高畠じゅん子 | 中川博之     | 前田俊明       | TKCA-90435 |
| 38 | 2011年 5月11日  | 02    | 鴎の港                       | 下地亜記子   | 井上慎之介   | 前田俊明       | TKCA-90435 |
| 39 | 2012年 5月23日  | 01    | 男の忘れ物                   | ちあき哲也   | 水森英夫     | 前田俊明       | TJCH-15349 |
| 39 | 2012年 5月23日  | 02    | マドンナの宝石               | ちあき哲也   | 水森英夫     | 前田俊明       | TJCH-15349 |
| 40 | 2013年 6月19日  | 01    | グッバイ ラブをあなたに      | しいの乙吉   | しいの乙吉   | 猪股義周       | TJCH-15397 |
| 40 | 2013年 6月19日  | 02    | 三百六十五日                 | しいの乙吉   | しいの乙吉   | 猪股義周       | TJCH-15397 |
| 41 | 2014年 6月18日  | 01    | 今 寄り添える                | 中村泰士     | 中村泰士     | かせだあきひろ | TJCH-15446 |
| 41 | 2014年 6月18日  | 02    | 雨音はラブソング             | 中村泰士     | 中村泰士     | かせだあきひろ | TJCH-15446 |
| 42 | 2015年 3月18日  | 01    | 黄昏ロンリー                 | 伊藤美和     | 小田純平     | 牧野三朗       | TJCH-15470 |
| 42 | 2015年 3月18日  | 02    | 男が涙を流すとき             | 野口恵       | 四方章人     | 牧野三朗       | TJCH-15470 |
| 43 | 2015年 10月21日 | 01    | たんぽぽ                     | 伊藤美和     | 小田純平     | 猪股義周       | TJCH-15494 |
| 43 | 2015年 10月21日 | 02    | 線香花火 ひとしずく          | 中雄也       | 中雄也       | 猪股義周       | TJCH-15494 |
| 44 | 2017年 4月5日   | 01    | 煙が目にしみる               | 結木瞳       | 新田晃也     | 伊戸のりお     | TKCA-90884 |
| 44 | 2017年 4月5日   | 02    | 愛は過ぎ去り                 | 結木瞳       | 新田晃也     | 伊戸のりお     | TKCA-90884 |
| 45 | 2018年 3月7日   | 01    | つくづく一途                 | 及川眠子     | 都志見隆     | 川村栄二       | TKCA-91015 |
| 45 | 2018年 3月7日   | 02    | 罪の味                       | 及川眠子     | 都志見隆     | 川村栄二       | TKCA-91015 |
| 46 | 2020年 7月15日  | 01    | 北の灯り                     | 朝比奈京仔   | 杉本眞人     | 猪股義周       | TKCA-91290 |
| 46 | 2020年 7月15日  | 02    | 愛のカルテ                   | 朝比奈京仔   | 杉本眞人     | 猪股義周       | TKCA-91290 |
| 47 | 2022年 9月7日   | 01    | カサブランカ浪漫             | 星川裕二     | 杉本眞人     | 猪股義周       | TKCA-91441 |
| 47 | 2022年 9月7日   | 02    | バー瓦欺灯                   | 星川裕二     | 杉本眞人     | 猪股義周       | TKCA-91441 |

### デュエット・シングル
| 発売日          | デュエット | 曲順 | タイトル           | 作詞     | 作曲     | 編曲     | 規格品番 |
| --------------- | ---------- | ---- | ------------------ | -------- | -------- | -------- | -------- |
| 1996年 11月21日 | 長保有紀   | 01   | 恋は悲しみのタンゴ | 加藤郁夫 | 加藤郁夫 | 前田俊明 | APDA-203 |

### アルバム
1. 中条きよし 定番ベスト（2004年9月1日）
2. 中条きよし 全曲集〜夢見る夢子〜（2006年12月6日）
3. 中条きよし ベストコレクション 艶歌仕事人（2008年6月4日）
4. 中条きよし ベスト・コレクション（2008年12月17日）
5. 中条きよし テイチクミリオンシリーズ（2009年9月23日）
6. 中条きよし ゴールデン☆ベスト（2011年4月6日）
7. 中条きよし ゴールデン☆ベスト RCAイヤーズ（2013年8月28日）
8. 中条きよしベスト 1974-1977（2016年6月15日）
9. 中条きよし ベスト・アルバム 艶歌仕事人（2017年11月22日）

### タイアップ曲
| 年     | 楽曲                   | タイアップ                                |
| ------ | ---------------------- | ----------------------------------------- |
| 1982年 | 忘れ草                 | テレビ朝日系ドラマ「必殺仕事人III」挿入歌 |
| 1984年 | 風が泣くとき           | テレビ朝日系ドラマ「必殺仕事人IV」挿入歌  |
| 1984年 | 櫻の花のように         | テレビ朝日系ドラマ「必殺仕切人」主題歌    |
| 1986年 | 朝のくちべに           | 日本テレビ系ドラマ「花姉妹」主題歌        |
| 1998年 | あの日の嘘のつぐないに | 松竹映画「必殺! 三味線屋・勇次」主題歌    |

### NHK紅白歌合戦出場歴
| 年度/放送回               | 回 | 曲目 | 出演順 | 対戦相手         |
| ------------------------- | -- | ---- | ------ | ---------------- |
| 1974年（昭和49年）/第25回 | 初 | うそ | 02/25  | アグネス・チャン |

注意点
- 出演順は「出演順/出場者数」で表す。

## 出演

### テレビドラマ
- 事件狩り 第10話（TBS、1974年）
- 特別機動捜査隊 第668話「嘘」（NET、1974年） - 本人役（※特別出演）
- 大江戸捜査網 第3シリーズ 第55話「喧嘩三味線うすなさけ」（12ch、1974年） - 清太郎
- 刑事くん第3部 第4話「理由―嵐を乗り越えて」（TBS、1974年）
- 夜明けの刑事 第14話「理由あるプレイボーイ」（TBS、1975年1月1日） - 佐伯
- TOKYO DETECTIVE 二人の事件簿 第8話「愛が死んだ”よる”」（ABC、1975年） - 生沢彰（※特別出演）
- 新・二人の事件簿 暁に駆ける! 第4話「札幌に咲くデカ魂」（ABC、1976年）
- 新・座頭市 第１シリーズ 第13話「母の涙に市が走った」（CX、1976年） - 又七
- おくどはん（ABC、1977年・1979年） - 西条守
- 必殺シリーズ（ABC）
  - 江戸プロフェッショナル・必殺商売人 第3話「むかし夫婦いま他人」（1978年） - 佐久良平馬
  - 必殺仕事人 第61話「脅し技闇医術千両潰し」（1980年） - 大町信吾
  - 特別編必殺仕事人 恐怖の大仕事 水戸・尾張・紀伊（1981年） - 市三
  - 必殺仕舞人（1981年） - オープニングのナレーション
  - 新・必殺仕事人（1981年 - 1982年） - 勇次
  - 必殺シリーズ10周年記念スペシャル 仕事人大集合（1982年） - 勇次
  - 必殺仕事人III（1982年 - 1983年） - 勇次
  - (秘) 必殺現代版 主水の子孫が京都に現われた 仕事人vs暴走族（1982年） - 山田勇次（※勇次の子孫に相当）
  - 必殺仕事人IV（1983年 - 1984年） - 勇次
  - 年忘れ必殺スペシャル 仕事人アヘン戦争へ行く 翔べ!熱気球よ香港へ（1983年） - 勇次
  - 必殺仕切人（1984年） - 勇次
- ミラクルガール 第7話「美人探偵潜入作戦」（1980年、12ch / 東映） - 南條警部
- 噂の刑事トミーとマツ 第1シリーズ 第46話「トミマツ卒倒! 新課長、死のドライブ」（1980年） - 田沢
- 土曜ワイド劇場（ANB→EX）
  - 松本清張の紐・恐怖の大回転遊覧車（1979年） - 江藤欣一
  - 京都殺人案内3「嫁ぎ先の謎」（ABC制作、1980年） - 佐山次郎
  - 京都妖怪地図1「嵯峨野に生きる900歳の新妻」（ABC制作、1980年） - 黒津譲
  - 江戸川乱歩の美女シリーズ
    - エマニエルの美女（1980年） - 姫田吾郎
    - 魅せられた美女（1980年） - 真下幸彦
    - 白い素肌の美女（1983年） - 宇佐美鉄心、宇佐美鉄也

  - 冷たい血 -生きている小平次より- 幽霊男と初体験した妻（1982年） - 主演・木幡小平次
  - 女ごろし 消し忘れた過去（ABC制作、1985年） - 主演
  - フランスグルメ殺人事件（ABC制作、1987年） - 信行
  - 尼さん探偵名推理（ABC制作） - 二宮竜雄
    - 吊り鐘から死体!破戒尼トリオ危機一髪（1989年）
    - 墓地に幽霊!釣り鐘に死体?色即是空殺人事件（1990年）

  - 混浴露天風呂連続殺人17「謎の整形美女を追って列島温泉大縦断! 北海道－秋田－信州－九州 特選ギャル爆発入湯」（ABC制作、1997年） - 須田裕介（友情出演）
  - 京都マル秘仕置帖（ABC制作、1999年） - 主演・笠谷良次
  - 京都マル秘仕事人（ABC制作、2001年・2002年） - 主演・木暮伸一（2001年版）、小暮伸一（2002年版）
- 裸の大将シリーズ（KTV）
  - 3「人の心は顔ではわからないので」（1980年）
  - 27「清のくれた幸せの星砂」（1988年）
- 妻のまごころ（YTV、木曜ゴールデンドラマ、1980年）
- 加山雄三のブラック・ジャック 第2話（ANB、1981年）
- 紫頭巾 京洛の大粛清（CX、時代劇スペシャル、1982年） - 松平定信
- 女の一生（ABC創立35周年記念番組、1985年）
- 夢で愛して（NHK銀河テレビ小説(大阪局制作)、1985年） - 主演・浅野信介
- サギ娘（CX、金曜女のドラマスペシャル、1985年）
- YTV朝の連続ドラマ
  - 花姉妹（1986年度後半）
  - 珠玉の女（1992年度後半） - 修司
- 火曜サスペンス劇場「冷たいのがお好き」（1987年、NTV） - 高槇京介
- 誘惑（TBS、愛の劇場、1987年） - 木島良
- 続・三匹が斬る! 第1話(SP)「女の砦、降るは涙か血の雨か」（1988年、ANB） - 小田島梅軒
- すてきな三にんぐみ〜柩から蘇った幽霊（KTV、現代恐怖サスペンス(2)。1988年）
- 忠臣蔵・いのちの刻（TBS、1988年） - 潮田又之丞
- 織田信長（TBS新春大型時代劇スペシャル、1989年） - 朝倉義景
- 坂本龍馬（TBS大型時代劇スペシャル、1989年） - 徳川慶喜
- 大河ドラマ（NHK）
  - 春日局（1989年） - 土井利勝
  - 秀吉（1996年） - 安国寺恵瓊
  - 利家とまつ〜加賀百万石物語〜（2002年） - 奥村永福
- 時代劇スペシャル 子連れ狼 冥府魔道の刺客人 母恋し大五郎絶唱!（1989年、テレビ朝日） - 将軍
- なまいきスチュワーデス物語（TBS） - 北山洋平
- マドンナと呼ばれて（CBC帯ドラマ）
- 柳生武芸帳 柳生十兵衛五十人斬り（1990年、NTV） - 神子修理之介
- 風流太平記 「密命」（1990年、NTV / ユニオン映画） - 甲野休之助
- 将軍家光忍び旅（第1シリーズ）（1990年 - 1991年、ANB / 東映） - 都築安房守兼次
- あばれ八州御用旅 第2シリーズ 第1話「姫君抹殺指令!対決!白頭巾VS黒爪根来衆」（1991年、テレビ東京） - 生田左門
- 名奉行 遠山の金さん（ANB / 東映）
  - 1991年SP、第4シリーズ（1991年 - 1992年） - 鳥居耀蔵
- 水戸黄門（TBS）
  - 第20部 第34話「天誅！謎の虚無僧・富山」（1991年） - 結城新之丞
  - 第21部
    - 第1話「悪鬼が巣喰う岡崎城・水戸・岡崎」（1992年） - 石川隼人
    - 第25話「酔いどれ仁術・糸魚川」（1992年） - 杉野井玄伯

  - 第22部 第4話「心の剣で悪を斬る・藤枝」（1993年） - 相良隼人
  - 第23部 第38話「悪が群がる御用金・甲府」（1995年） - 白坂祐之進
  - 第38部 第7話「味が命の人情包丁!・伊勢」（2008年） - 彦蔵役
- 家政婦は見た!（ANB）
  - いのちを張った好奇心、秋子が惚れた極道の危険な秘密（1992年、土曜ワイド劇場） - 長沢半次郎
  - 美しくなる!!エステの裏の裏（1997年、木曜ドラマ版第8話） - 村井良介
- 金田一耕助の傑作推理「女怪」（TBS） - 跡部通泰（賀川春樹）役
- 大岡越前 第13部 第22話「赤に怯える女」（1993年、TBS / C.A.L） - 臼杵清四郎
- ラスト・ラブ（NHKドラマ新銀河）
- あぐり（NHK連続テレビ小説） - 沢田稔
- 寺子屋夢指南（NHK金曜時代劇） - 徳次
- 必要のない人（1998年、NHK水曜ドラマの花束）
- 私の青空（2000年、NHK連続テレビ小説） - 万理小路史彦
- 殺意の川 尼寺説法殺人事件（2004年、TX） - 黒川先生
- 弁護士のくず（2006年、TBS） - 矢島民雄
- 金曜エンタテイメントはぐれ泥棒石川悟郎人情事件帳（フジテレビ）
- 太閤記〜天下を獲った男・秀吉（2006年、EX） - 林秀貞
- 遠山の金さん 第9話「さらば金さん!!暴かれた奉行の正体…白熱の最後の白州」（2007年、EX） - 大林伊十郎
- 月曜ゴールデン秋の特別サスペンス 税務調査官・窓際太郎の事件簿16（TBS） - 小川秀一
- あんみつ姫（CX新春ドラマスペシャル） - 腹黒伊蔵
- 後妻業（2019年） - 舟山善春

### バラエティ番組
- さくら湯（2000年、テレビ東京）

### 映画
- 劇場版必殺シリーズ（1984年、1996年、1999年） - 三味線屋の勇次
  - 必殺! THE HISSATSU（1984年6月16日）
  - 必殺! 主水死す（1996年5月25日）
  - 必殺! 三味線屋・勇次（1999年2月11日） - 主演
- ねずみ小僧怪盗伝（1984年12月28日） - 遠山金四郎
- まんだら屋の良太（1986年3月15日） - お役者晴司
- 行き止まりの挽歌 ブレイクアウト（1988年7月30日） - 仲井
- 激動の1750日（1990年9月15日） - 四代目神岡組若頭補佐 成瀬組組長 成瀬勇
- 極東黒社会（1993年5月15日） - 立石勝三
- 武闘派仁義（1993年7月3日） - 大和田組若頭 岸上誠
- 極道の妻たち シリーズ（1994年、1998年、東映）
  - 新極道の妻たち 惚れたら地獄（1994年1月15日） - 三代目侠和会会長 坂本重秋
  - 極道の妻たち 決着（1998年1月17日） - 井出組幹部 名越組組長 名越兼良
- 武闘派仁義 完結篇（1994年4月2日） - 関山組預かり 岸上誠
- 第三の極道（1995年1月17日、製作：オフィス中条） - 主演・大門組系正木組組長 正木礼二郎
- 新・第三の極道III（1996年8月31日） - 主演・二代目武侠会会長 正木礼二郎
- 泥棒貴族 ボディハンター（1996年11月23日、企画：オフィス中条） - 主演・田所（ボス）
- 流れ板七人（1997年1月15日） - 鉾田明彦
- 安藤組外伝・群狼の系譜（1998年、第3作 - 田尾5作はOVで製作）
- 残侠 ZANKYO（1999年2月13日） - 朴仙黄
- 外道／GEDO -The Fatal Blade-（米国：1999年 / 日本：2000年2月19日） - 堂本
- 京浜抗争史外伝 最後の組長（2000年10月28日） - 主演・鷹山竜介
- ハンサム★スーツ（2008年11月1日） - 白木（ハンサムスーツ着用時）
- アンダンテ 〜稲の旋律〜（2010年1月23日） - 駅長
- 大地の詩 -留岡幸助物語-（2011年4月9日） - 大井上輝前（監獄長）
- ブレイブX 極道十勇士（2017年8月31日） - 葵会会長 徳永康男
- 愛国女子—紅武士道（2022年2月18日） - 難波義弘（総理大臣）

### Vシネマ
- ザ・ヒットマン 血はバラの匂い（1991年） - 仲塚（内閣情報調査室次長）
- 白昼の処刑（1992年） - 主演・牛尾克巳(元刑事)
- 闇金の帝王・銀と金（1993年 - 1997年）全7作 - 主演・平井銀二
- 新宿アウトロー（1994年） - 主演・田上（悪徳警官）
- 江戸むらさき特急（1995年、監督：山城新伍）
  - がんばれ金さんの巻 - 遠山金四郎
  - 謎の絵師・写楽の巻 - 写楽
- 日本極道史シリーズ
  - 新・第三の極道（1996年 - 2000年、第3・7作は劇場公開）全12作 - 主演・正木礼二郎
  - 日本暴力地帯（1997年11月 - 1998年10月）全4作 - 主演・鬼頭清次
- 泥棒貴族ボディハンター キャット危機一髪（1997年、企画：オフィス中条） - 主演・田所（ボス）
- 実録・籠寅三代目 合田幸一（2004年）全3作 - 主演・合田幸一
- 首領(ドン)1・2・3（2020年） - 主演・子伝馬一家六代目組長 橘道世

### ラジオ
- えんか侍（アール・エフ・ラジオ日本、2015年） - 5月度月曜担当

### 配信
- HITOSHI MATSUMOTO presents ドキュメンタル シーズン7 (2019年、アマゾンプライムビデオ)

### 舞台
- 納涼必殺まつり（京都南座）
  - 必殺女ねずみ小僧（1981年）
  - 必殺・鳴門の渦潮（1982年、それに先駆けて名鉄ホールで上演された）
  - 必殺ぼたん燈籠（1983年）
- 中条きよし特別公演（新歌舞伎座）
  - 二代目はん（1995年）
  - 任侠二代目はん（1997年）
  - 必殺三味線屋勇次（1998年）
  - 義賊二代目はん（2000年）
  - お役者仁義（2002年）
  - 花吹雪、春爛漫物語（2004年）
  - 出ばやし一代（2008年）
- わたしは誰!?（2011年）三越劇場
- 歌手生活50周年記念公演「人生ニュージカルうそ」（2018）三越劇場

### CM
- ハイサワー（博水社）
- 信貴霊苑
- 竹国コーポレーション

## 製作総指揮 / エグゼクティブプロデューサー
エグゼクティブプロデューサー
- 新・第三の極道（1996年 - 2000年、第3・7作は劇場公開、原作：村上和彦）
- 泥棒貴族 ボディハンター（1996年）
- 極道の2号たち（1996年）
- 泥棒貴族ボディハンター キャット危機一髪（1996年11月23日公開）
- 極道の2号たち2 嗚呼!現金と共に去りぬ（1997年）
- 吸血温泉へようこそ（1997年、原作：永井豪）
- 日本暴力地帯（1997年 - 1998年、原作：村上和彦）

製作総指揮
- 首領への道（1998年 - 1999年、第1 - 3・5・7作、原作：村上和彦） - 企画(製作総指揮)
- 京浜抗争史外伝 最後の組長（2000年10月28日公開）

## 写真集
- 『中条きよし写真集』ケント出版、1986年1月10日。

## 選挙歴
| 当落 | 選挙                     | 執行日         | 年齢 | 選挙区       | 政党         | 得票数    | 得票率 | 定数 | 得票順位 /候補者数 | 政党内比例順位 /政党当選者数 |
| ---- | ------------------------ | -------------- | ---- | ------------ | ------------ | --------- | ------ | ---- | ------------------ | ---------------------------- |
| 当   | 第26回参議院議員通常選挙 | 2022年07月10日 | 76   | 参議院比例区 | 日本維新の会 | 4万7420票 | 0.60%  | 50   | 4/26               | 4/8                          |